# Кужа
Кужа (пол. Kurza) — село в Польщі, у гміні Блізанув Каліського повіту Великопольського воєводства.
Населення — 49 осіб (2011).
У 1975-1998 роках село належало до Каліського воєводства.

## Демографія
Демографічна структура станом на 31 березня 2011 року:
|          | Загалом | Допрацездатний вік | Працездатний вік | Постпрацездатний вік |
| -------- | ------- | ------------------ | ---------------- | -------------------- |
| Чоловіки | 24      | 1                  | 18               | 5                    |
| Жінки    | 25      | 2                  | 15               | 8                    |
| Разом    | 49      | 3                  | 33               | 13                   |